# Lista de bairros de Guarapari

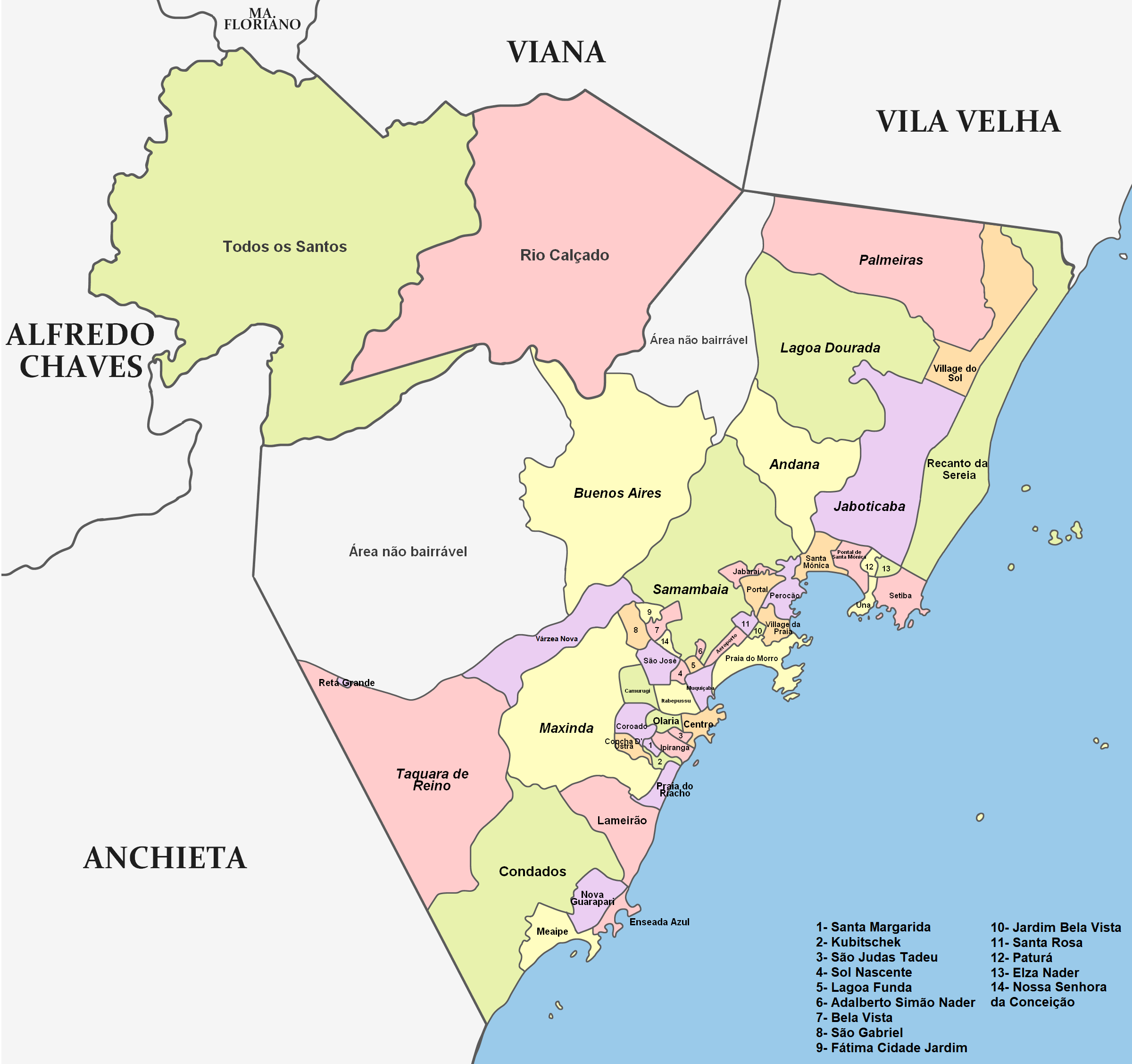
Mapa dos bairros

Essa é uma lista dos bairros do município brasileiro de Guarapari, no estado do Espírito Santo, de acordo com IBGE.
O bairro da Praia do Morro é o mais populoso do município com seus 13,038 habitantes pelo Censo Demográfico de 2022. Enquando o maior bairro em extensão de território é a Taquara de Reino com 33,19 km².

## Distritos
Guarapari possui 3 distritos.
| Nº | Distritos        | População | Domícilios | Área       | Densidade      |
| Nº | Distritos        | 2022      | Domícilios | Área       | Densidade      |
| -- | ---------------- | --------- | ---------- | ---------- | -------------- |
| 1  | Guarapari (sede) | 122 380   | 84 278     | 403,66 km² | 303,17 hab/km² |
| 2  | Todos os Santos  | 1 259     | 1 039      | 110,06 km² | 11,44 hab/km²  |
| 3  | Rio Calçado      | 1 017     | 653        | 76,10 km²  | 13,36 hab/km²  |

## Bairros
Guarapari possui de 52 bairros.
| Nº | Bairros / Comunidades          | População (Censo 2022) | Domícilios | Área (km²) | Densidade (Hab/Km²) |
| -- | ------------------------------ | ---------------------- | ---------- | ---------- | ------------------- |
| 1  | Adalberto Simão Nader          | 3516                   | 1488       | 0,17       | 20096,58            |
| 2  | Aeroporto                      | 1779                   | 1020       | 0,66       | 2693,88             |
| 3  | Bela Vista                     | 5220                   | 1803       | 0,72       | 7294,24             |
| 4  | Buenos Aires                   | 548                    | 462        | 31,62      | 17,33               |
| 5  | Camurugi                       | 2936                   | 1165       | 1,37       | 2145,30             |
| 6  | Centro de Guarapari            | 5104                   | 9979       | 1,13       | 4515,16             |
| 7  | Comunidade de Amarelos         | 142                    | 60         | 0,04       | 3993,49             |
| 8  | Comunidade de Andana           | 608                    | 463        | 11,48      | 52,97               |
| 9  | Comunidade de Jaboticaba       | 419                    | 282        | 17,31      | 24,21               |
| 10 | Comunidade de Lagoa Dourada    | 790                    | 679        | 26,19      | 30,17               |
| 11 | Comunidade de Maxinda          | 140                    | 102        | 19,36      | 7,23                |
| 12 | Comunidade de Palmeiras        | 790                    | 668        | 24,14      | 32,73               |
| 13 | Comunidade de Reta Grande      | 143                    | 65         | 0,12       | 1219,49             |
| 14 | Comunidade de Samambaia        | 1430                   | 741        | 21,45      | 66,66               |
| 15 | Comunidade de Taquara de Reino | 471                    | 233        | 33,19      | 14,19               |
| 16 | Concha d'Ostra                 | 2314                   | 1067       | 0,71       | 3271,26             |
| 17 | Condados                       | 2069                   | 1046       | 24,96      | 82,89               |
| 18 | Coroado                        | 4184                   | 1789       | 1,47       | 2841,52             |
| 19 | Elza Nader                     | 861                    | 421        | 0,45       | 1901,99             |
| 20 | Enseada Azul                   | 421                    | 2119       | 0,78       | 541,94              |
| 21 | Fátima Cidade Jardim           | 919                    | 260        | 0,48       | 1932,76             |
| 22 | Ipiranga                       | 4953                   | 2995       | 0,90       | 5527,05             |
| 23 | Itapebussu                     | 5699                   | 2626       | 1,39       | 4113,31             |
| 24 | Jabaraí                        | 2278                   | 1179       | 0,65       | 3528,21             |
| 25 | Jardim Bela Vista              | 576                    | 430        | 0,21       | 2757,21             |
| 26 | Jardim Santa Rosa              | 3268                   | 1494       | 0,42       | 7736,07             |
| 27 | Kubitschek                     | 1715                   | 847        | 0,36       | 4780,10             |
| 28 | Lagoa Funda                    | 972                    | 389        | 0,25       | 3848,92             |
| 29 | Lameirão                       | 208                    | 169        | 6,09       | 34,18               |
| 30 | Meaipe                         | 2173                   | 1790       | 2,91       | 746,18              |
| 31 | Muquiçaba                      | 6848                   | 4000       | 0,97       | 7065,96             |
| 32 | Nossa Senhora da Conceição     | 1738                   | 756        | 0,34       | 5057,65             |
| 33 | Nova Guarapari                 | 1899                   | 1333       | 2,53       | 751,80              |
| 34 | Olaria                         | 1487                   | 728        | 0,66       | 2267,93             |
| 35 | Paturá                         | 1015                   | 486        | 0,41       | 2458,80             |
| 36 | Perocão                        | 2558                   | 1119       | 1,72       | 1483,05             |
| 37 | Pontal da Santa Mônica         | 4900                   | 2724       | 1,36       | 3607,43             |
| 38 | Portal                         | 3053                   | 1426       | 1,11       | 2752,31             |
| 39 | Praia do Morro                 | 13083                  | 17000      | 3,42       | 3830,89             |
| 40 | Praia do Riacho                | 1803                   | 827        | 1,00       | 1806,10             |
| 41 | Recanto da Sereia              | 1556                   | 1319       | 18,77      | 82,92               |
| 42 | Santa Margarida                | 2935                   | 1290       | 0,24       | 12095,23            |
| 43 | Santa Mônica                   | 4452                   | 2475       | 1,48       | 3004,31             |
| 44 | São Gabriel                    | 4571                   | 1893       | 1,11       | 4113,28             |
| 45 | São José                       | 1163                   | 450        | 1,46       | 797,56              |
| 46 | São Judas Tadeu                | 1514                   | 995        | 0,25       | 5661,93             |
| 47 | Setiba                         | 1661                   | 1562       | 2,28       | 728,23              |
| 48 | Sol Nascente                   | 1756                   | 767        | 0,34       | 5194,51             |
| 49 | Una                            | 587                    | 587        | 0,64       | 919,14              |
| 50 | Várzea Nova                    | 890                    | 230        | 7,01       | 126,88              |
| 51 | Village da Praia               | 601                    | 700        | 0,98       | 612,09              |
| 52 | Village do Sol                 | 3552                   | 2548       | 7,55       | 470,64              |

1. ↑  «Panorama do Censo 2022». censo2022.ibge.gov.br. Consultado em 7 de janeiro de 2025
2. ↑  Santana, Leiri (14 de novembro de 2024). «IBGE: bairro mais populoso do ES tem quase 50 mil moradores; saiba qual é». Folha Vitória. Consultado em 12 de março de 2025
3. ↑  «Panorama do Censo 2022». Panorama do Censo 2022 (em inglês). Consultado em 7 de janeiro de 2025
4. ↑  «Censo 2022: 87% da população brasileira vive em áreas urbanas | Agência de Notícias». Agência de Notícias - IBGE. 14 de novembro de 2024. Consultado em 7 de janeiro de 2025